# Limonium dufourii
Limonium dufourii är en triftväxtart som först beskrevs av Frédéric de Girard, och fick sitt nu gällande namn av Carl Ernst Otto Kuntze. Limonium dufourii ingår i släktet rispar, och familjen triftväxter. Inga underarter finns listade i Catalogue of Life.